# El nido vacío
El nido vacío is een Argentijnse film uit 2008, geregisseerd door Daniel Burman.

## Verhaal
Leonardo is een schrijver die getrouwd is met Martha. Hun huwelijk verandert nadat de kinderen volwassen worden en het huis uitgaan. Deze nieuwe fase onthult plotseling de scheuren die jarenlang verborgen waren door de dagelijkse chaos.

## Rolverdeling
| Acteur            | Personage   |
| ----------------- | ----------- |
| Oscar Martínez    | Leonardo    |
| Cecilia Roth      | Martha      |
| Inés Efron        | Julia       |
| Arturo Goetz      | Dr. Sprivak |
| Jean Pierre Noher | Fernando    |
| Eugenia Capizzano | Violeta     |
| Ron Richter       | Ianib       |
| Carlos Bermejo    | Marchetti   |
| Osmar Núñez       |             |

## Ontvangst

### Recensies
Op Rotten Tomatoes geeft 50% van de 18 recensenten de film een positieve recensie, met een gemiddelde score van 5,79/10. Website Metacritic komt tot een score van 49/100, gebaseerd op 4 recensies, wat staat voor "mixed or average reviews" (gemengde of gemiddelde recensies)

### Prijzen en nominaties
De film won 6 prijzen en werd voor 23 andere genomineerd. Een selectie:
| Jaar | Evenement                      | Categorie                         | Genomineerde         | Resultaat   |
| ---- | ------------------------------ | --------------------------------- | -------------------- | ----------- |
| 2008 | San Sebastián (56ste editie)   | Gouden Schelp voor beste film     | El nido vacío        | Genomineerd |
| 2008 | San Sebastián (56ste editie)   | Zilveren Schelp voor beste acteur | Oscar Martínez       | Gewonnen    |
| 2008 | San Sebastián (56ste editie)   | Juryprijs voor beste camerawerk   | Hugo Colace          | Gewonnen    |
| 2008 | Premio Sur (3de editie)        | Beste film                        | El nido vacío        | Genomineerd |
| 2008 | Premio Sur (3de editie)        | Beste regisseur                   | Daniel Burman        | Genomineerd |
| 2008 | Premio Sur (3de editie)        | Beste acteur                      | Oscar Martínez       | Gewonnen    |
| 2008 | Premio Sur (3de editie)        | Beste actrice                     | Cecilia Roth         | Genomineerd |
| 2008 | Premio Sur (3de editie)        | Beste mannelijke bijrol           | Arturo Goetz         | Genomineerd |
| 2008 | Premio Sur (3de editie)        | Beste mannelijke bijrol           | Jean Pierre Noher    | Genomineerd |
| 2008 | Premio Sur (3de editie)        | Beste origineel scenario          | Daniel Burman        | Genomineerd |
| 2008 | Premio Sur (3de editie)        | Beste camerawerk                  | Hugo Colace          | Genomineerd |
| 2008 | Premio Sur (3de editie)        | Beste montage                     | Alejandro Brodersohn | Gewonnen    |
| 2008 | Premio Sur (3de editie)        | Beste artdirector                 | Aili Chen            | Genomineerd |
| 2008 | Premio Sur (3de editie)        | Beste kostuums                    | Roberta Pesci        | Genomineerd |
| 2008 | Premio Sur (3de editie)        | Beste make-up                     | Araceli Farace       | Genomineerd |
| 2008 | Premio Sur (3de editie)        | Beste geluid                      | Juan Ferro           | Genomineerd |
| 2008 | Premio Sur (3de editie)        | Beste filmmuziek                  | Nico Cota            | Genomineerd |
| 2009 | Cóndor de Plata (57ste editie) | Beste film                        | El nido vacío        | Genomineerd |
| 2009 | Cóndor de Plata (57ste editie) | Beste regisseur                   | Daniel Burman        | Genomineerd |
| 2009 | Cóndor de Plata (57ste editie) | Beste acteur                      | Oscar Martínez       | Gewonnen    |
| 2009 | Cóndor de Plata (57ste editie) | Beste mannelijke bijrol           | Arturo Goetz         | Genomineerd |
| 2009 | Cóndor de Plata (57ste editie) | Beste vrouwelijke bijrol          | Inés Efron           | Genomineerd |
| 2009 | Cóndor de Plata (57ste editie) | Beste camerawerk                  | Hugo Colace          | Genomineerd |
| 2009 | Cóndor de Plata (57ste editie) | Beste kostuums                    | Roberta Pesci        | Genomineerd |
| 2009 | Cóndor de Plata (57ste editie) | Beste filmmuziek                  | Nico Cota            | Genomineerd |